# Mobutisternas demokratiska union
Mobutisternas demokratiska union, l’Union des démocrates mobutistes (UDEMO), är ett politiskt parti bildat 2007 i Demokratiska republiken Kongo och leds av Nzanga Mobutu. Partiets ideologi inkluderar Nationalism, Liberalkonservatism och Kristdemokrati, ... och partiet positionerar sig som center-höger till höger på den politiska skalan.

## Ideologi
- Nationalism
- Liberalkonservatism
- Kristdemokrati

## Historia
Partiet grundades ursprungligen som en icke-statlig organisation (NGO) 2003 av Nzanga Mobutu och hans bror Giala Mobutu för att bevara deras far, den tidigare presidenten Mobutu Sese Sekos, arv och för att ta itu med sociala och politiska utmaningar i landet. År 2006 omvandlades UDEMO till en politisk plattform och anslöt sig till Alliansen för presidentens majoritet (AMP), en koalition som stödde president Joseph Kabila. 
Den 8 januari 2007 registrerades UDEMO officiellt som ett politiskt parti. Partiet förespråkar fred, nationell enhet och territoriell integritet och har starkt stöd i provinsen Équateur, särskilt i Gbadolite. Under AMP-koalitionen innehade Nzanga Mobutu posterna som jordbruksminister och senare vice premiärminister med ansvar för grundläggande sociala behov.
Nzanga Mobutu kandiderade som UDEMOs presidentkandidat i både valet 2006 och 2011. Han fick 4,8 % av rösterna 2006 och 1,6 % år 2011. I parlamentsvalet 2006 fick UDEMO 9 platser i Nationalförsamlingen och 1 plats i Senaten 2007. Antalet platser minskade i efterföljande val: 2 platser 2011 och 1 plats 2018 i Nationalförsamlingen. Partiet behöll dock 1 plats i Senaten i både valet 2019 och 2024.
År 2023 gick UDEMO med i Union sacrée de la nation (USN), en presidentmajoritet under ledning av president Félix Tshisekedi.

## Representation
- I Nationalförsamlingen:

```
 - 2023: 9 av 500 platser
[
1
]
```

- I Senaten:

```
 - 2024: 4 av 108 platser
[
1
]
```